# Maso Finiguerra

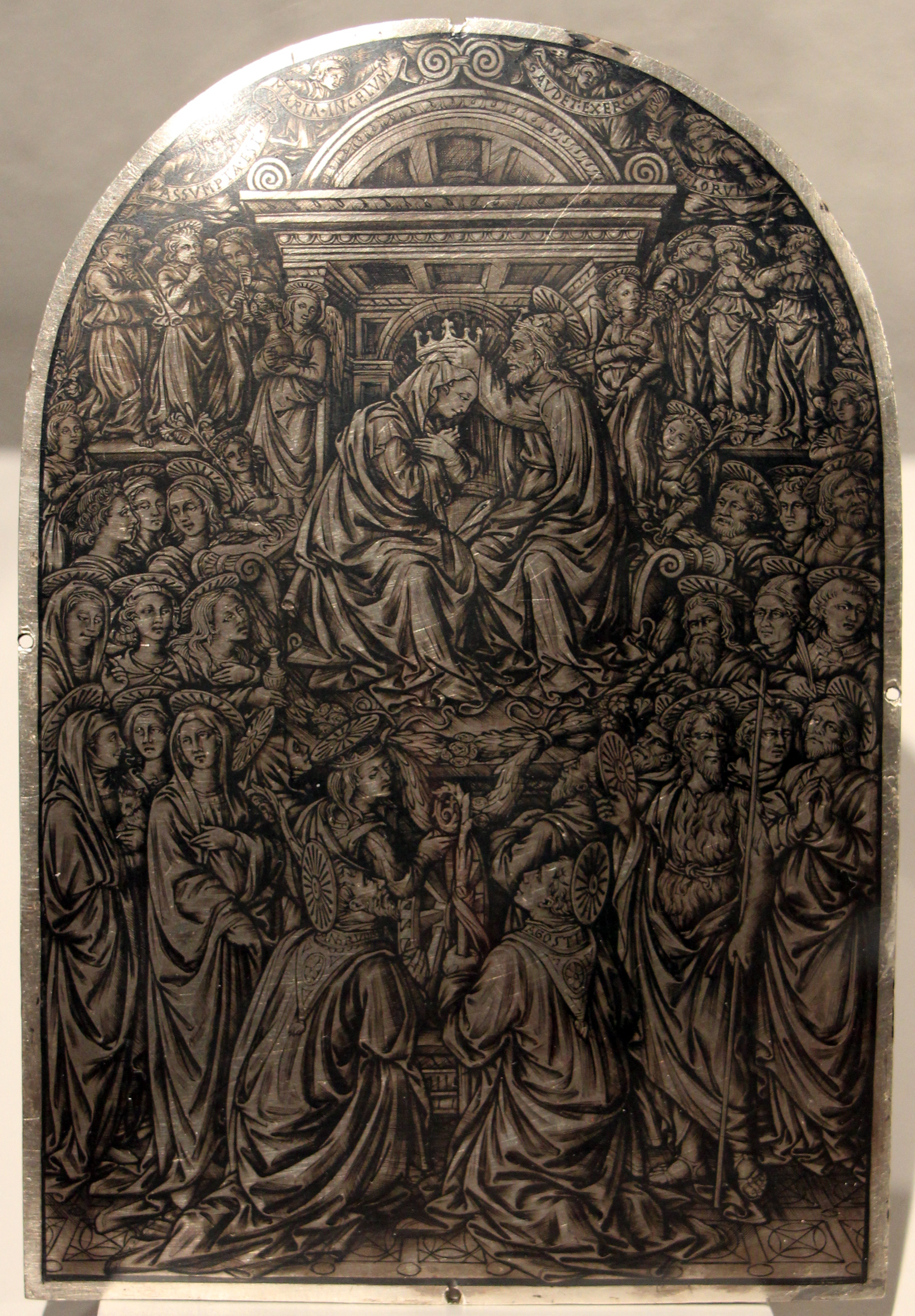
Maso Finiguerra, Incoronazione della Vergine, Museo del Bargello

Maso Finiguerra (Firenze, 1426 – Firenze, 23 agosto 1464) è stato un incisore e orefice italiano, specializzato nell'arte del niello.

## Biografia
Lavorò con Lorenzo Ghiberti alle porte del Battistero di Firenze. Secondo Giorgio Vasari è l'inventore dell'incisione con bulino su metallo che è all'origine della stampa calcografica.
A lui, o alla sua bottega, è attribuita la serie di Pianeti, di cui si conoscono tre esemplari: uno al Louvre, uno al British Museum di Londra e il terzo al Museo di Pavia. Ventiquattro incisioni ovali, conosciute come di Otto, poiché furono acquistate nel 1783 da Ernesto Otto di Lipsia, furono da lui eseguite a maniera fine, cioè con fitte e sottili linee parallele che danno l'effetto dell'acquarello. Eseguì anche una serie di Profeti, una serie di Sibille e trasferì a maniera larga (cioè con linee parallele meno sottili che danno l'effetto del disegno a penna) alcuni disegni di Sandro Botticelli. Attribuita a Finiguerra è una Assunzione delle Vergine, eseguita a maniera larga.